# Crémery
Crémery – miejscowość i gmina we Francji, w regionie Hauts-de-France, w departamencie Somma.
Według danych na rok 1990 gminę zamieszkiwały 53 osoby, a gęstość zaludnienia wynosiła 21 osób/km² (wśród 2293 gmin Pikardii Crémery plasuje się na 944. miejscu pod względem liczby ludności, natomiast pod względem powierzchni na miejscu 1090.).